# Папапетру, Поликсени
Поликсе́ни Папапе́тру (англ. Polixeni Papapetrou, греч. Πολυξένη Παπαπέτρου; 21 ноября 1960, Мельбурн, Австралия — 11 апреля 2018, Фицрой, Австралия) — австралийский фотограф греческого происхождения. Получила известность благодаря сериям фотографий, запечатлевших поклонников и имитаторов Элвиса Пресли и Мэрилин Монро, культуристов, вольным реконструкциям фотографий Беатрис Хатч, Алисы Лидделл и других девочек, сделанных Льюисом Кэрроллом, созданным с участием её дочери Олимпии в качестве модели.
Фотограф неоднократно удостаивалась престижных национальных и региональных наград, её выставки проходили в различных странах мира, более 180 статей о её творчестве содержится в энциклопедиях и монографиях по современному фотоискусству, а также в крупных искусствоведческих журналах. Критики отмечают философский подход Папапетру к проблемам отражения реальности в своих фотографиях и их высокий художественный уровень.

## Биография и карьера
Папапетру родилась в 1960 году в семье греческих иммигрантов в Мельбурне. Семья была грекоязычной, девочка чувствовала себя аутсайдером и считала, что не принадлежит к «господствующему белому австралийскому обществу». Её отец, Андреас Папапетру, был агентом по недвижимости, а мать, Эфтихия Ксилинакис (англ. Eftihiya Xilinakis, была швеёй, но в юности работала помощником фотографа. Позже Поликсени изучала сделанные матерью фотографии, сохранённые в коробке под кроватью её родителей.
Папапетру окончила бакалавриат Мельбурнского университета сразу по двум специальностям — искусство и право в 1984 году. В 1997 году она окончила магистратуру в Мельбурнском королевском технологическом университете по медиаискусству, а в 2007 году получила учёную степень доктора философии (англ. PhD) в Университете Монаша. Поликсени Папапетру работала адвокатом в период с 1985 по 2001 год.

### Звёзды Голливуда, культуристы и модные бренды на фотографиях Папапетру
Поликсени Папапетру увлеклась фотоискусством в 1987 году. Увлечение пришло через знакомство с творчеством фотографа нью-йоркской школы Дианы Арбус. «Фотографии Арбус показали мне, как мы можем использовать камеру, чтобы рассказывать истории о мире, в котором мы живём», — утверждает Папапетру. Первоначально она сосредоточилась на теме переодевания, имитации выдающейся личности и поклонения ей. Её первая серия фотографий «Элвис Бессмертный» (англ. «Elvis Immortal»), созданная в период с 1987 по 2002 год, изображает поклонников Элвиса Пресли, отдающих дань уважения Элвису в годовщину его смерти на кладбище Мельбурн Дженерал. «Элвис Бессмертный» был представлен в Государственной библиотеке Виктории (1991), Художественной галерее в Бендиго (1997), Старом казначействе в Мельбурне (1998), в Галерее Нелли Кастан в Мельбурне (2006) и в Галерее Мельбурнского королевского технологического университета (2007). Фотограф признаётся, что её привлекали люди, которые существовали вне мейнстрима или отклонялись от архетипа, её интересовала «инаковость».
Папапетру дала неожиданную трактовку серии фотографий культуристов «Боди / билдинг» (англ. «Body / Building», 1997—2002). Её интересовал результат целенаправленной работы над телом при помощи диеты и физических упражнений. Папапетру поместила изображения бодибилдеров в триптихах по сторонам от снимков фрагментов памятников неоклассической архитектуры, находящихся в Мельбурне (здание парламента, казначейство), чтобы установить связь между греческим понятием идеального тела и неоклассической архитектурой. С её точки зрения, греческие идеалы красоты продолжают доминировать в современной культуре. Серия была впервые выставлена в Австралийском центре фотографии в Сиднее (1997) и Национальной галереи Виктории в Мельбурне (2003).
В серии «Авторитет» (англ. «Authority», 2001) Папапетру анализировала, как идентичность выражается через логотип модного бренда. Для этой серии фотограф сделала снимки своих друзей в футболках с дизайнерскими логотипами и сравнила их с известными изображениями представителей королевской семьи и аристократии, чтобы подчеркнуть, что «мода» — «власть» над умами современных людея. Папапетру интересовала идея бренда как объекта поклонения в современном обществе. Серия «Авторитет» была впервые показана в Австралийском центре фотографии, Сидней (2001).
Затем, Папапетру обратилась к образу Мэрилин Монро в своей серии «В поисках Мэрилин» (англ. «Seaching for Marilyn», 2002). Папапетру воспринимала её как символ женской сексуальности, пользовавшийся почитанием не столько за свои актёрские способности, сколько за красоту. Вместо того, чтобы фотографировать поклонников Монро, как в серии «Элвис Бессмертный», она решила исследовать Мэрилин Монро как творение Голливуда, искусственно созданную личность, которая постоянно менялась в зависимости от того, что от неё ожидали обыватели («Мэрилин Монро на самом деле не существует, и если она существует как личность, то эта личность постоянно менялась, исчезала и трансформировалась в другие роли», «„Поиск Мэрилин“ — это нечто вроде ожидания Годо», — настаивает фотограф). Чтобы запечатлеть свою идею, она фотографировала трансвестита-имитатора (Бен Якобсон, «он знает всю её мимику и жесты. Мне на самом деле не пришлось направлять его», «Якобсон, превратившись в Мэрилин и в женщину, занимается трансформацией также, как Норма Джин Бейкер, когда она превращалась в Мэрилин Монро» — утверждала Папапетру), чтобы показать, как он может воплотить в себе образ «Мэрилин». Идентичность имитатора с Мэрилин основывалась на одежде и типичных для Мэрилин жестах и мимике. Фотографии трансвестита в образе Мэрилин в каждом триптихе был боковыми створками, центральной частью же его были произведения искусства эпохи барокко. Например, в фотографии «Муза» Папапетру использовала картину французского художника эпохи Людовика XV Жан-Марка Натье «Талия» (1739), где Мэрилин в образе спутницы Аполлона и покровительницы комедии предстаёт как объект вдохновения и сексуальных фантазий американцев послевоенного времени. Фотограф пошла на достаточно смелые сопоставления трансвестита-Мэрилин с иконографией картин на религиозный сюжет «Дож Антонио Гримани на коленях перед Символом веры», приписываемой Тициану и «Непорочное зачатие» Бернардо Каваллино. Серия «В поисках Мэрилин» был представлена на выставках в Галерее искусств Монаша (2002) и Галерее Нелли Кастан (2006).

### Папапетру и Викторианская эпоха
С 2002 года Папапетру обратилась к миру детства. В сериях «Детская мечта» (англ. «Dreamchild», 2003) и «Страна чудес» (англ. «Wonderland», 2004) она вдохновлялась представлениями о ребёнке в фотоискусстве Викторианской эпохи, а в чёрно-белой серии «Мудрое привидение» (англ. «Phantomwise», 2002) экспериментирует с «взрослыми» одеждой и имиджем четырёхлетнего ребёнка, в серии «Заколдованная страна» (англ. «Haunted Country», 2006) обращается к образу детей колониальной Австралии.
Главные действующие лица в этих её сериях — двое детей фотографа: Олимпия Нельсон (родилась в 1997 году) и Соломон Нельсон (родился в 1999 году). Папапетру считала, что размышления о современной культуре лучше всего доступны через образ ребёнка, но что более важно, она была очарована самим миром детства. Олимпии было всего четыре года, когда фотограф приступила к реализации проекта «Мудрое привидение». Проект был вдохновлён набором викторианских масок, которые Папапетру купила перед рождением дочери. Олимпия носила на фотографиях маски, за которыми была спрятана её верхняя часть лица, но они открывали рот и уши девочки. Глаза, брови и лоб были нарисованы на маске, прорези для глаз на маске позволяли самой Олимпии видеть. Папапетру сопоставляла «реальность» и «иллюзию» происходящего. Критик отмечала сознательную неподвижность модели, напоминающую дагеротипы XIX века, когда голова модели помещалась в специальные зажимы во время длительной экспозиции. Серия «Мудрое привидение» была представлена на персональных и коллективных выставках в Австралии, Испании, в Национальной галерее Таиланда в Бангкоке (2003) и в Музее искусств Сингапура (2003).
После «Мудрого привидения» Папапетру создала цикл «Детская мечта», основанный на фотографиях Льюиса Кэрролла. Папапетру изучала фотографии Льюиса Кэрролла, работая над докторской диссертацией, она признавалась, что не смогла найти никаких доказательств для принятия современных критических высказываний в адрес его морального облика. Она сфотографировала Олимпию в образе героев писателя в различных одеждах — восточных, викторианских и других экзотических костюмах. Здесь нет детального воспроизведения викторианского интерьера. Фотографии не являются ни данью уважения Кэрроллу, ни ангажированной реконструкцией сомнительных сексуальных фантазий, приписываемых ему в настоящее время. Папапетру создаёт интимную атмосферу наблюдения матери за дочерью, примеряющей на себя и отбрасывающей множество масок как буквальных, так и образных. Кроме городов Австралии выставки фотографий этой серии прошли в Нью-Йорке (2003) и Монреале (2005).
В серии «Страна чудес» Олимпия предстаёт в образе Алисы из «Приключений Алисы в Стране чудес» Кэрролла. Папапетру воссоздала в своих фотографиях фантастический мир Льюиса Кэрролла, где мистически соединяются фантазия и реальность. Она заимствовала из театральной традиции живописные фоны постановочных фотографий. Сами живописные фоны были основаны на иллюстрациях, которые появились в оригинальной публикации «Приключений Алисы в Стране чудес», сделанных Джоном Тенниелом. Крупные полотна, служившие фонами, размером 3 на 3 метра были расписаны отцом Олимпии художественным критиком Робертом Нельсоном. На фотографии «Большое любопытство» (размер — 105 x 105 сантиметров) Алиса предстаёт в обществе сидящих за пиршественным столом Безумным Шляпником, Мышью Соней и Мартовским Зайцем в вольной интерпретации иллюстрации Джона Тенниела. Фон подвешен на стене, его нижняя треть постелена на пол, создавая «3D-пространство» для Олимпии. Для невооружённого взгляда и в реальности нижняя часть выглядит удлинённой, но объектив вносит корректировку, выравнивая плоскость для достижения оптической иллюзии. Серия «Страна чудес» был представлена на выставках в Австралии, в Монреале (2005), в Окленде (Новая Зеландия, 2007).
В 2006 году Папапетру в серии «Заколдованная страна» переместилась из области фантазий в мир реальной природы. В основе этой серии достоверные и вымышленные рассказы XIX века о детях, пропавших без вести в Австралии. Спровоцировала фотографа на создание серии картина 1886 года, созданная художником Гейдельбергской школы Фредериком Мак-Кабином, посвящённая инциденту 1867 года, когда потерялись трое мальчиков в возрасте от 4 до 6 лет около Дейлсфорда. Уильям, Томас Грэхем и Альфред Бернем — трое детей в возрасте от четырёх до шести лет пропали без вести после воскресной школы, останки двоих из них были найдены через 10 недель собакой одного из поселенцев. Сюжеты для своих фотографий Папапетру почерпнула в книге Питера Пирса «Страна потерянных детей». Папапетру попыталась вскрыть, какие материальные и психологические обстоятельства могли быть причинами их исчезновения. С её точки зрения, это происходило, так как европейские поселенцы были чужды своей новой родине, дети коренных жителей никогда не терялись, поскольку они находились в своём собственном мире.
Фотографии превратились в повествование об уязвимости детей перед угрозами со стороны природы и общества. Одна из фотографий Папапетру реконструирует инцидент у Висячей скалы (105 на 105 сантиметров). В основу положена вымышленная история: на День Святого Валентина в 1900 году группа учениц австралийского колледжа для благородных девиц уходит в горы на пикник и бесследно исчезает. Часто это событие воспринимается иносказательно как начало новой эры, когда погибает старая викторианская эпоха (а школа благородных девиц — как её воплощение). Предполагается, что события этого инцидента вымышлены, однако они воспринимаются под воздействием появившихся в большом количестве книг, статей в СМИ и фильмов на эту тему как подлинная история. Сама Висячая скала существует. Это, по словам художественного критика доктора искусствоведения Роберта Нельсона, призрачное место, одно из необычных геологических образований, созданное шесть миллионов лет назад лавой, поднимавшейся через земную кору. Она, по его мнению, является идеальным фоном для постановки сцены классической истории «потерянных детей», подчеркивающим столкновение колониальной английской традиции с древней пустыней Австралии. Серия была представлена на выставках в Нью-Йорке (2006), в Национальном центре искусств Токио (2008), Музее фотографических искусств в Сан-Диего (2007), в Линкольне, штат Массачусетс, США (2008) и в городах Австралии.

### Папапетру и современность
В серии «Игры влиятельного положения» (англ. «Games of Consequence», 2008) фотограф размышляет об утраченной свободе и регламентированности жизни детей в современном мире. Серия «Игры влиятельного положения» (2008) основана на воспоминания детства самой Папапетру. Сюжеты фотографий разыгрываются на лоне дикой природы далеко за пределами дома, в тайных пространствах, освоенных детьми и принадлежащих только им. Рассказать эту историю Папапетру решилась в реальных ландшафтах, в которых она выросла. Пейзаж не изображается на фотографиях как сила враждебная ребёнку, но рассматривается в качестве пространства, опасного для его психики. Пейзаж представлен как бескрайний мир вокруг девочек-героинь серии, место, где формируется индивидуальность подростка через контакт с внешним миром. Серия была представлена в Национальном центре искусств, Токио (2008), Галерее Фоли, Нью-Йорк (2008) и на национальных выставках.
В «Гилли» (англ. «The Gillies», 2013) сын фотографа позирует в лохматой камуфляжной экипировке, первоначально разработанной для охоты и военных. Фотограф рассказывала, что её сын обожал компьютерную игру «Чувство долга» (англ. «Call of Duty»), где его любимым персонажем был именно Гилли. Соломон мечтал сделать эту игру реальностью, он настоял, чтобы ему купили соответствующие костюмы для снега, травы и пустыни, а затем попросил мать сделать фотографии, на которых он в этом маскировочном костюме запечатлён в ландшафте. Снимки, по мнению Папапетру, передают отказ от детства ради взрослого мира, когда мальчик теряет близость с матерью и поглощён институциональным камуфляжем того или иного вида. На этих фотографиях Папапетру пыталась передать, как ребёнок мог бы примирить свой внутренний мир с социальными потребностями внешнего мира на этом этапе. Фотограф говорила в интервью, что зрители видят в них военные фотографии, вызывающие испуг, но для неё они — духовные существа, которые возникают из земли. Скрыв личность с помощью маски фотограф понимает человека как универсальную фигуру, представляющего одновременно всех и никого. Папапетру также признавалась, что ей понадобились маски и костюмы, чтобы скрыть личность своих детей под покровом фантазии и викторианской зрелищности в своих новых фотографиях после скандала с публикацией фотографии обнажённой дочери, широко обсуждавшемся в прессе. В серии «Между мирами» костюмы, позаимствованные из закрытой за 30 лет до этого Государственной оперы Виктории, и маски животных превращают детей в мифологических полулюдей-полуживотных, живущих в ландшафтах Аркадии без взрослых. Маски и костюмы, надетые персонажами этих картин, превращают молодые тела в стариков, детей в животных или в антропоморфные фигуры. Папапетру выставила «Между мирами» и «Хранители мечты» в Галерее Дженкинса Джонсона в Нью-Йорке. Серия «Гилли» была показана также на XIII Международном фотофестивале в Южной Корее (2014).
Одной из последних серий Папапетру стала «Меланхолия», где её дочь предстаёт в образе клоуна. Клоун воспринимается как фигура архетипического счастья, целью его является смех, но под маской, возможно, скрывается печаль. Папапетру ориентировалась на образ шута в шекспировском «Короле Лире», воспринимала снимки этого цикла как последние фотографии перед неминуемой смертью от рака.
Серия «Эдем» (англ. «Eden», 2016) изображает девушек, утопающих в цветах, что символизирует их превращение из девочки в женщину. Садовые цветы подчёркивают красоту и чистоту моделей. Вместе с тем, они визуально заперты в пространство между нарисованным цветочным фоном, собственными платьями, расписанными цветами, и живыми цветами, которые украшают их. В совокупности, по мнению фотографа, эти слои представляют социальные конструкции, в которых существуют люди.

### Смерть
В 2007 году у Папапетру был диагностирован рак молочной железы. Она выздоровела, но пять лет спустя произошёл рецидив. В конце 2012 года ей сказали, что ей осталось жить всего несколько дней, и она вернулась домой, чтобы получить паллиативную помощь. Тем не менее она прожила более пяти лет и умерла 11 апреля 2018 года в возрасте 57 лет. В соответствии со своими пожеланиями Поликсени Папапетру была похоронена на Мельбурнском общем кладбище.

## Особенности и эволюция творчества
Поликсени Папапетру неоднократно говорила, что источником её вдохновения является творчество викторианских пикториалистов XIX века — Оскара Густава Рейландера, Джулии Маргарет Кэмерон и Льюиса Кэрролла. Другими стимулами к творчеству для фотографа являлись музыка, поэзия, драматургия и картины старых мастеров.
Историки искусства сопоставляют фотографии Папапетру с работами французского художника, писателя и эссеиста Пьера Клоссовски (брата Бальтюса), вдохновлявшегося концепцией Фридриха Ницше о «вечном возвращении». Клоссовски утверждал, что никто не может оставаться индивидуальностью, так как мы бессознательно повторяем архетипичные действия, которые были уже осуществлены миллионы раз прежде другими людьми, давно умершими, а также нашими призрачными двойниками в произведениях искусства. Клосовски верил, что этот процесс превратил нас всех в призраков, обездоленные существа. Модели Папапетру имеют свойство быть гламурными и фантастическими не по своей собственной воле, а будучи одержимы беспокойными духами, жаждущими пережить их мимолетную славу.
Искусствоведы отмечают, что с течением времени герои Папапетру с демонстрации своей подлинной внешности переходят к ношению маски. Кроме того, действие её фотографий перемещается с однообразного чёрного фона на рисованные пейзажи, а с них в подлинные австралийские ландшафты. Сама Папапетру объясняла это тем, что её дети становились старше, и их интерес переходил от воображаемого мира нарядов и семейного дома к реальному миру за пределами студии своей матери. Она считала, что с момента появления фотографии в XIX веке создавались романтизированные фотографии детей, которые идеализируют детскую невинность, хрупкость и уязвимость, дети рассматриваются как набор качеств, которые были потеряны взрослыми. Папапетру говорила, что пытается сломать эту произвольную концепцию и ответить на вопрос, что в действительности «отличает людей от животных и детей от взрослых?». В 2007 году фотографу был поставлен диагноз — рак молочной железы. В ноябре 2012 года, после казавшегося успешным лечения, у Поликсени Папапетру был вновь выявлен рак молочной железы. Сама фотограф отмечает, что эти события изменили её творческую манеру. Дети стали появляться на фотографиях в масках, маски и костюмы стали закрывать всё большую и большую часть тела. Папапетру начала меньше придавать значение тщательно подготовленному сценарию и повествовательному началу, больше работать интуитивно. Папапетру соглашалась с художественными критиками, которые видят в её творчестве литературное начало — рассказываемую историю. Фотограф использовала маски, скрывающие лица моделей, в своих сериях «Между мирами» (англ. «Between Worlds», 2009), «Хранители мечты» (англ. «The Dreamkeepers», 2012), «Гилли» (англ. «The Gillies», 2013) и «Потерянная душа» (англ. «Lost Psyche», 2014).
Общее количество фотографий художницы невелико, в одном из интервью она называла конкретную цифру снимков, сделанных с участием детей, — не более двенадцати фотографий в год. Часто все они созданы за один месяц. Позирование ребёнка для одной фотографии занимало от двух до трёх часов, в течение которых были предусмотрены перерывы. Дочь Папапетру, по утверждению фотографа, сама стала инициатором ряда известных фотографий матери.

## Дискуссия о творчестве Папапетру в австралийском обществе
Фотографии Папапетру, изображающие её дочь Олимпию, вызвали ожесточённые споры. В январе 2007 года городской совет Госфорда закрыл выставку Австралийского центра фотографии (ACP) «Перемена: детство и сверхъестественное» (англ. «Changeling: Childhood and Uncanny») в областной галерее Госфорда на неделю раньше, Региональная картинная галерея Ньюкасла перед этим отказалась предоставить для неё свои залы. В каталоге этой выставки утверждалось, что весьма вольные позы, в которых запечатлена Олимпия, сфотографированная обнажённой, были «выбраны самим ребёнком», но христианский демократ Фред Нил, который сам не видел экспонатов, призвал к бойкоту выставки: «Жестокое обращение с детьми — это не искусство».
Фотография обнажённой Олимпии, сделанная в 2003 году на основе снимка Льюиса Кэрролла Беатрис Хатч, была представлена на обложке журнала «The Monthly» за июль 2008 года. Поликсени Папапетру подверглась критике премьер-министра Австралии Кевина Радда, который заявил, что не может перенести такого оскорбления нравственности, и назвал подобные снимки другого австралийского фотографа Билла Хенсона «абсолютно отвратительными», пояснив, что «маленький ребёнок не может ответить сам на вопрос, хочет ли он быть изображён в таком виде». Олимпия, которой в то время было одиннадцать лет, заявила в ответ, что она была оскорблена тем, что сказал Кевин Радд о фотографии: «Это одна из моих любимых, если не самая любимая фотография, которую когда-либо мама сняла со мной». Тем не менее, Кевина Радда поддержали федеральный министр по делам коренного населения Дженни Маклин и федеральный министр окружающей среды, наследия и искусств Питер Гарретт. Сама Папапетру говорила, что эта дискуссия

…обнажила нерв, лежащий в основе страха быть плохой матерью. Фактически, большая часть моего творчества — анализ детства и его значений, где романтические идеи материнства бесполезны.— Интервью Аманды Шапиро с Поликсени Папапетру

## Личная жизнь
Поликсени Папапетру была замужем за художественным критиком журнала «The Age», доктором искусствоведения, профессором университета Монаша Робертом Нельсоном, у них двое детей: Олимпия и Соломон Нельсон (которые стали моделями для многих циклов фотографий своей матери). Олимпия изучала японский, корейский, французский, итальянский, испанский и греческий языки. Она, при поддержке своих родителей, опубликовала эссе с анализом подростковых проблем в журнале «The Age», которое написала, когда ей было шестнадцать лет. Эссе получило широкую известность. Олимпия Нельсон позже вместе с родителями и братом участвовала в вызвавшей большой общественный резонанс передаче на телевидении в 2013 году, посвящённой проблеме девочек-подростков, которые используют сексуальные фотографии как средство снискать популярность.

## Признание и награды
Персональные выставки работ Папапетру, охватывающие целое десятилетие её эволюции как фотохудожника, были представлены в Австралийском центре фотографии в Сиднее в 2011 году (под названием «Сказки из других мест») и в Центре современной фотографии Мельбурна в 2013 году на выставке «Перформативный парадокс». Работы Папапетру были широко представлены на выставке «Фотографика Богота», Колумбия (2013 год); на фотофестивале «Северное сияние», Нидерланды (2012); на III биеннале в Музее на набережной Бранли, Париж (2011); на месячнике фотографии в Братиславе (2010); на Международном фестивале фотографии в Китае (2010); на Афинском фестивале фотографии (2010); на Фестивале фотографии в Перте (2008); на месячнике фотографии в Монреале (2005) и на других престижных международных фестивалях и выставках.
Фотограф неоднократно удостаивалась престижных национальных и региональных наград: Приз Национального художественного фотографического фонда Художественного музея Марри в Олбани (2016), Виндзорская художественная премия (2015), Приз Фонда искусств Жозефины Ульрик и Вина Шуберта (2009), Национальный художественный приз Региональной художественной галереи в Олбани (2003).
В 2017 году Поликсени Папапетру выиграла одну из самых престижных фотографических премий Австралии — Приз Уильяма и Уинифред Боунесс в размере 30 000 долларов. На 11 апреля 2018 года, когда фотограф скончалась, её фотографии одновременно демонстрировались на выставках в Китае и США, а также в Gippsland Regional Gallery в родной Австралии. Папапетру умерла от рака молочной железы. Несколько дней перед смертью она была в коме, но находилась дома, а не в больнице. Она считала важным оставаться в окружении любимых книг и произведений искусства. В последние недели жизни, перед тем как потерять сознание, Папапетру сохраняла присутствие духа и доброжелательность к окружающим, делала онлайн-заказы на подарки своим друзьям и близким.